# Witalij Medwediew
Witalij Mychajłowycz Medwediew (ukr. Вiталiй Михайлович Медведєв; ur. 7 maja 1983 w Chirchiqu) – ukraiński szpadzista, srebrny medalista mistrzostw świata.
Podczas mistrzostw świata w Budapeszcie w 2013 roku Ukraińcy w składzie: Anatolij Herej, Dmytro Kariuczenko, Witalij Medwediew i Bohdan Nikiszyn zdobyli srebrny medal w zawodach drużynowych. Był też między innymi piąty w tej samej konkurencji na mistrzostwach świata w Petersburgu w 2007 roku.
Wystartował na igrzyskach olimpijskich w Pekinie w 2008 roku, gdzie drużynowo zajął siódme miejsce. Był to jego jedyny start olimpijski.
Ponadto zdobył drużynowo brązowy medal na mistrzostwach Europy w Zagrzebiu (2013).